# Fathi Hassan
Fathi Hassan (in arabo فتحي حسن‎?; Il Cairo, 10 maggio 1957) è un pittore e scultore egiziano, esponente dell'arte contemporanea africana.

## Biografia
Fathi Hassan è nato a il Cairo nel 1957 come secondo figlio di una famiglia Nubiana. Suo padre Hassan era di Wadi Halfa nel Sudan, e sua madre Fatma era di Toshka, nel sud dell'Egitto. Ha studiato l'arte da adolescente presso la Kerabia Middle School del Cairo. A 22 anni, nel 1979, grazie ad una borsa di studio conseguita presso l'Istituto di Cultura Italiana del Cairo, Hassan si trasferisce in Italia per frequentare l'Accademia di belle arti di Napoli. Nello stesso periodo l'artista frequenta la Galleria di Lucio Amelio dove conosce e frequenta diversi artisti come James Brown, Joseph Beuys, Mimmo Paladino, Robert Mapplethorpe  e Richard Long, attore in Rai, e con il gruppo napoletano "Falso Movimento". Si diploma nel 1984 con una tesi sull'influenza dell'arte africana nel Cubismo.
Nel 1988 il critico d'arte statunitense Dan Cameron e Giovanni Carandente lo scelgono per la "XXIII Biennale di Venezia" come unico artista africano, dove partecipa nella sezione "Spazio Aperto 1988". Fathi Hassan diventa il primo artista di origine africana alla Biennale di Venezia. Lo Smithsonian Institute di Washington lo cataloga e inserisce fra gli artisti di "Textures, word and symbol in Contemporary African Art". Dal 1983 al 2000 si pone all'attenzione di diversi critici internazionali tra cui Filiberto Menna, Achille Bonito Oliva, Enrico Crispolti, Rose Issa, Maurita Poole, K. Goncharov, E. Harney. Il Metropolitan Museum of Art di New York City lo cataloga inserendolo negli artisti della "Youth Generation". Attualmente lavora con la galleria Rose Issa projects di Londra.

## Musei
Le Opere di Fathi Hassan sono presenti:
- National Museum of African Art, Smithsonian Institution, Washington DC[4]
- British Museum, Londra[5][6]
- The Metropolitan Museum of Art  di New York City[7]
- Barjeel Art Foundation, Emirati Arabi Uniti[8]
- VCU Qatar Gallery, Education City, Qatar Foundation, Doha, Qatar[9]
- Victoria and Albert Museum, Londra[3]
- Museum Arnhem, Arnhem
- Palazzo Lucarini, Trevi Flash Art Museum (ex)
- Museum Clark Atlanta University Art Galleries, Georgia, Stati Uniti d'America
- Williams College Museum of Art

## Tematiche
Nei suoi disegni, dipinti, sculture e installazioni, Hassan sperimenta sia la parola scritta che quella parlata, esplorando il tema degli antichi linguaggi cancellati dai domini coloniali. Gioca con i simboli, anche inventati e di ispirazione calligrafica cufica, con le texture e la calligrafia della sua eredità nubiana per esplorare il rapporto tra il simbolismo grafico e il significato letterale.

## Opere
- Santa Rania, acrilico e sabbia su tavola, 40x30 cm, 1999
- San Muanga, acrilico e sabbia su tavola, 40x30 cm, 1999
- Santa Murita, acrilico e sabbia su tavola, 40x30 cm, 1999
- San Munir, acrylic and sand on wooden panel, 40x30 cm, 1999
- Magico Viso, acrilico e sabbia su tavola, 40x30 cm, 1999
- Volto Africa, olio su tela, 40x30 cm, 1999
- Le ferrite che devono guarire, pigmenti su tela, 100x100 cm, 1999
- Alieno Africano, tecnica mista su tavola, 50x40 cm, 1998
- Santa Ruan, acrilico e sabbia su tavola, 35x40 cm, 1998
- Santa Nabila, olio su tela, 30x24 cm, 1998
- Santa Adila, olio su tela, 30x24 cm, 1998
- San Tarig, olio su tela, 30x20 cm, 1997
- San Ammao, olio su tela, 30x20 cm, 1997
- Santa Tamanni, olio su tela, 100x150 cm, 1997
- Pensando a Tata, acrilico e sabbia su tavola, 100x100 cm, 1997
- Contenitore dei sogni, acrilico e sabbia su tavola, 100x100 cm, 1997
- Santa Eleiham, acrilico e sabbia su tela, 35x30 cm, 1996
- Santa Kausar, acrilico e sabbia su tela, 35x30 cm, 1996
- Persecuzione, acrilico e sabbia su tela, 35x30 cm, 1996
- La favola di Mina, pigmenti su tela, 50x40 cm, 1995
- Mansur, tecnica mista su tela, 60x50 cm, 1988
- La stanza magica di Gazar, pigmenti su tela, 240x255 cm, 1985
- La storia di Kha, pigmenti su tela, 75x75 cm, 1984
- Concetto Terrestre, pigmenti su tela, 80x80 cm, 1983

## Mostre personali
In oltre 30 anni di mostre in Egitto, Londra, Italia, Belgio, Danimarca, Stati Uniti, ecc. si ricordano:
2017
- The Edge of a memory, Museo Clark, Atlanta University, Georgia, Stati Uniti, curator Maurita Poole

2016
- The Edge of a memory, Museo Clark, Atlanta University, Georgia, Stati Uniti, curator Maurita N. Poole

2015
- Fathi Hassan: Migration of Signs, Williams College Museum of Art, Williamstown, MA, United States

2014
- Fathi Hassan: The Depth of Hope, VCU Qatar Gallery, Education City, Qatar Foundation for Education, Science and Community Development, Doha, Qatar
- Fathi Hassan: Migration of Signs, Williams College Museum of Art, Williamstown, MA, United States

2012
- "Re-Orientations II", Rose Issa Projects, Londra
- "Faces&Voices", John Rylands Library, Manchester

2010
- "Fathi Hassan", Leighton House Museo, Londra
- Beirut Exhibition Center, Libano
- Fathi Hassan: Haram Aleikum, Rose Issa Projects al Leighton House Museum, Londra
- "Arabicity", Bluecoat Arts Centre, Liverpool, Regno Unito
- Black is Beautiful, Galleria Black, Bologna
- Nigger, Palazzo del Duca, Senigallia
- "Tasaheel", Centro d'Arte L'idioma, Ascoli Piceno
- "Nig", Palazzo del Duca, Senigallia

2009
- Working Week, MQ91 Art Project Space, Berlino
- Invites, Museum Arnhem, Paesi Bassi
- Leave the Prophets, Villa Pisani, Stra, Veneto
- Containers of Light, Art Andrea, Vicenza
- The Combination of Living, Espace Maria Sorgato, Venice
- Adreatica, Permariemonti Gallery, Civitanova Marche
- In Any Order, San Gemini, Umbria
- Arabian World Festival, San Severina, Cortona
- Water, The Music, Soul, Auditorium San Margherita, Venezia
- Kenuz, Domus Artis Gallery, Napoli
- Africa Dreams, Gallery Genus, San Benedetto del Tronto, Marche

2008
- The Dakar Biennial
- Museo Nazionale Villa Pisani, Venezia

2007
- Inscribing Meaning, Fowler Museum, Los Angeles e Smithsonian Museum of African Art, Washington DC
- Musk, Benciv Art Gallery, Pesaro
- The Temple of Wind, Gallery Genus, San Benedetto del Tronto
- Ancient Kilns, Migration of Dreams, Macerata City, Macerata
- The Sandman, Manor Gallery, Rome

2006
- "Text Messages" at the October Gallery, Londra
- Mummy Mama, Teatro della Fortuna, Fano

2002
- Installaton, The Smithsonian National Museum of African Art, Washington DC